# Arkandias contre-attaque
Arkandias contre-attaque est un roman destiné à la jeunesse, deuxième tome de La Trilogie d'Arkandias de l'écrivain français Éric Boisset, publié par Magnard en 1998.

## Résumé
Dans ce deuxième tome, Théophile et Bonaventure fabriquent le diadème de sujétion (pour sauver leur ami victime de quatre heures de colle), bijou rustique qui permet d'imposer sa volonté à autrui par « subjugation instantanée ». En faisant cela, ils vont enfreindre les lois régissant l'usage de la magie rouge.